# Fones McCarthy

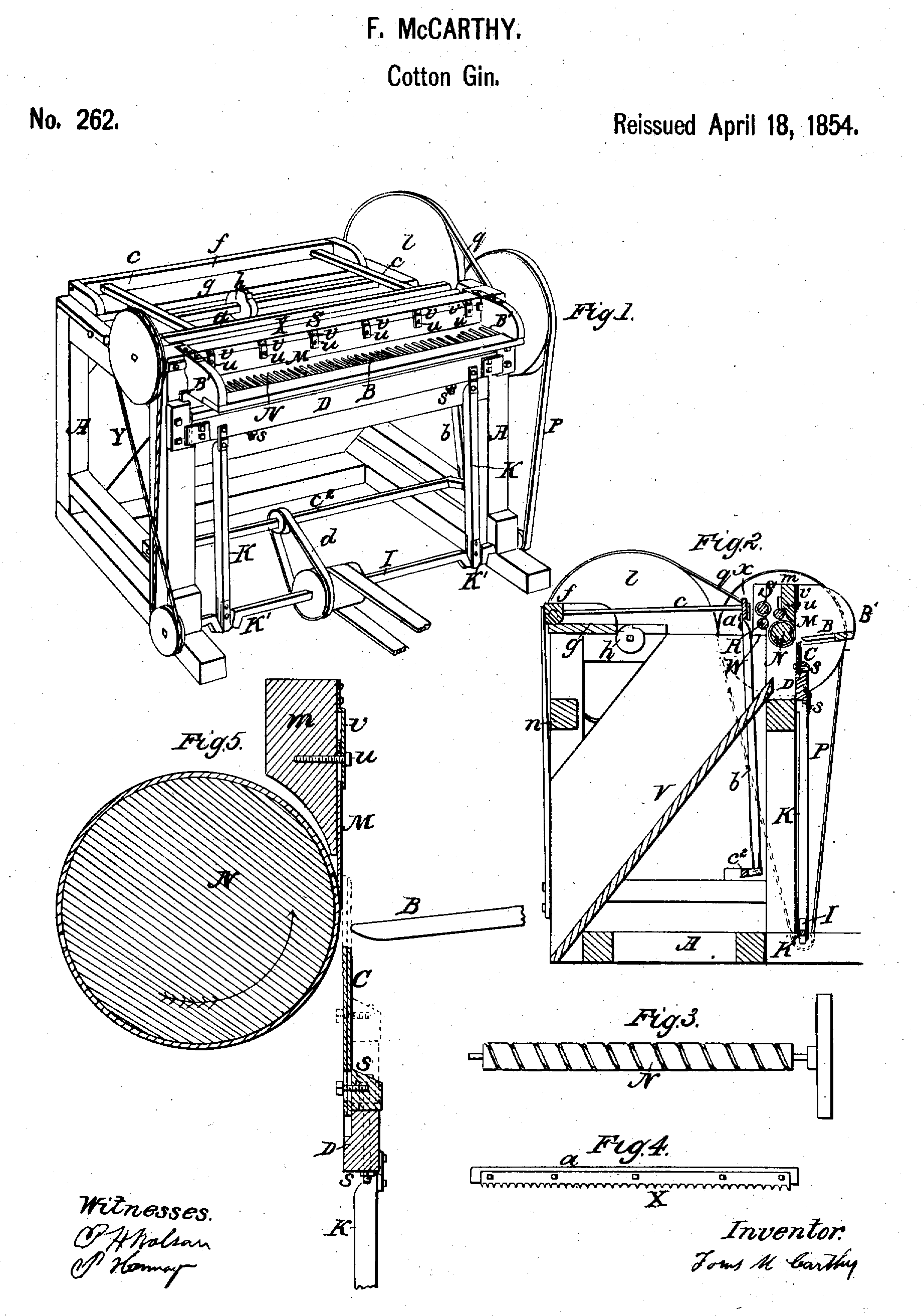
Die von McCarthy patentierte Walzen-Egreniermaschine

Fones McCarthy (geb. 1800 oder 1807 im Staat New York, gest. nach 1870 in Florida) war ein US-amerikanischer Maschinenschlosser und Erfinder, der vor allem für seine Walzen-Egreniermaschine (Roller-Gin) bekannt ist, die manchmal nach ihm McCarthy-Gin genannt wird.
Über McCarthys Leben ist nicht viel bekannt. Er wuchs im progressiven Utica auf und zog 1838 nach Demopolis in Alabama.
In dieser Zeit verfiel der Preis für Baumwolle, was in den Augen der Produzenten an den damals üblichen Sägezahn-Egreniermaschinen lag. Sie zerrissen die Baumwollfasern und verminderten die Stapellänge, wodurch sie sich schlechter spinnen ließ. McCarthy entwickelte eine neue, schonendere Entkörnungsmaschine, die er 1840 als Smooth Cylinder Cotton-Gin patentieren ließ. Mit der Hilfe der lokalen Bauern konnte zwei Jahre später die Demopolis Manufacturing Company seine Gin herstellen, McCarthy ließ sie aber auch von anderen Firmen in den USA bauen.
1847 zog er nach Florida ins Putnam County. Seine Gin bewährte sich vor allem für langstapelige Baumwolle wie Sea Island und fand so ihre Nische. 1861 lief sein Patent aus, und seine Egreniermaschine wurde vor allem im britischen Empire nachgebaut und verbreitet. Nach Zensusakten beschäftigte McCarthy 1860 einen Sklaven, der ihm vielleicht in der Werkstatt half, und lebte 1870 alleine. Sein Vermögen wurde auf 10.000 US-Dollar geschätzt.